# Vigier
Vigier is een Frans merk van elektrische gitaren en basgitaren. Het merk werd in 1980 opgericht door Patrice Vigier en produceert de instrumenten in Grigny. Naast de instrumentenbouw is Vigier tevens actief in de groothandel van muziekinstrumenten, versterkers en accessoires via zijn dochteronderneming High Tech Distribution.

## Geschiedenis

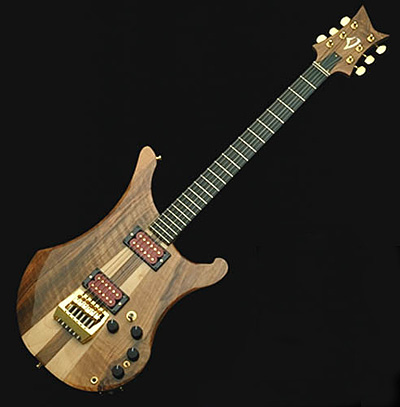
Vigier Arpege

Het merk Vigier vindt zijn oorsprong aan het einde van de jaren ‘70. Patrice Vigier, afkomstig van Les Ulis, begon als autodidact aan gitaren te werken en gitaarhalzen te bouwen. Hij bouwde vervolgens zijn eerste fretloze gitaar met een glazen toetsenbord. Via Philippe Lacour, een vriend en medewerker bij Distribution Music, ontmoette Vigier zijn eerste klanten in Montparnasse. In 1980 richtte hij het bedrijf Vigier op en introduceerde het eerste model, de Arpege, op een muziekinstrumentenbeurs. De gitaar had de volgende kenmerken:
- een doorlopende hals met een trapeziumvormige extensie,
- een metalen kern onder het toetsenbord als versterking,
- een metalen toetsenbord voor de fretloze versie,
- een vaste brug,
- actieve elektronica en
- Benedetti elementen.

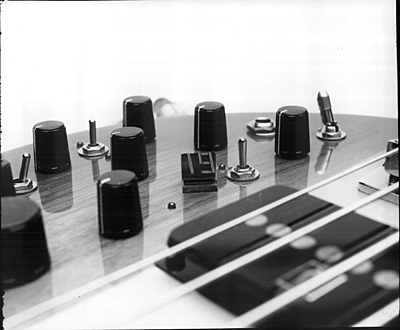
Vigier Nautilus System (1982)

Een ander model beschikte over een ingebouwd equalizer- en klankgeheugensysteem genaamd Nautilus. In de daaropvolgende jaren, bracht Vigier een basgitaar en een nieuw gitaarmodel uit: de Passion (1983) en de Marilyn (1985). In 1986 breidde het bedrijf zijn activiteiten uit met de oprichting van een afdeling import en distributie. Vigier importeerde en leverde via deze afdeling instrumenten, versterkers en accessoires van merken zoals Ampeg, DiMarzio Ernie Ball Music Man, Premier, Orange en Trace Elliot. Twee jaar later besliste het bedrijf om de productie- en groothandelsactiviteiten van elkaar te scheiden. De afdeling werd ondergebracht in een aparte onderneming, High Tech Distribution. In de jaren 90 introduceerde Vigier twee nieuwe elektrische gitaren en een nieuwe basgitaar: de Excalibur (1991), de Surfretter (1998), en de Excess (1996).
In 2000 vierde Vigier het 20-jarig bestaan van het merk door een Excalibur Surfretter te ontwerpen die verfraaid is met goud, diamanten, saffieren en smaragden voor een waarde van € 30.000. Hetzelfde jaar, introduceerde het bedrijf de Expert, een model dat gebaseerd is op de klassieke versie van de Fender Stratocaster. Vigier ontwierp ook een gitaar met een MIDI-gestuurde selector, volume- en klankregelaar. Een prototype werd gepresenteerd in 2003 op de muziekbeurs van Frankfurt, maar het project werd nooit afgerond. In de tweede helft van de jaren 2000, bracht het bedrijf een reeks signature-modellen uit waaronder de Excalibur Shawn Lane (2005), de Excalibur Bumblefoot Ron Thal en de Excess Roger Glover (2006). In 2009 introduceerde Vigier een Singlecutmodel, de G.V., in eerbetoon aan Georges Vigier, de vader van Patrice.

## Modellen

### Elektrische gitaren

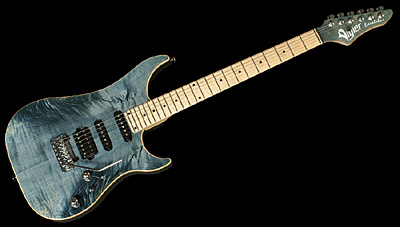
Vigier Excalibur Ultra Blues

- Excalibur
- G.V.
- Expert
- Marilyn
- Bfoot
- DoubleBfoot

### Elektrische basgitaren
- Arpege
- Excess
- Passion

## Productiemethode
Vigier produceert gemiddeld 500 instrumenten per jaar. De productietijd voor een instrument is tussen 3 en 5 maanden en wordt deels met de hand gedaan en deels met computergestuurde machines. De gebruikte houtsoorten zoals els, esdoorn en essen komen uit Franse bossen, terwijl palissander uit India komt en mahonie uit Honduras. Het hout wordt gesorteerd, gestoomd en op natuurlijke wijze gedroogd gedurende 3 tot 7 jaren tot het gewenste vochtigheidsgehalte is verkregen. Naast hout gebruikt Vigier ook andere materialen zoals legeringen (Delta metal en iMetal) en phenowood, een samenstelling van houtcellulose en fenolhars.
De body is gemaakt uit twee delen. Werktuigmachines voeren de sneden en afschuiningen uit. Het toetsenbord en de hals worden tot op 1/100 millimeter gefreesd. Het gewicht van het instrument wordt rond 3 kg gehouden. De halzen worden uitgerust met een koolstof staaf in plaats van een verstelbare halspen. Deze constructiemethode wordt 10/90 Neck System genoemd. De rest van de operaties wordt met de hand uitgevoerd. De (bas)gitaren worden afgewerkt met dunne laklagen en de holtes worden afgeschermd. De lijm en lak worden gedroogd gedurende vijf weken. De instrumenten worden uitgerust met DiMarzio-potmeters, Switchcraft-pluggen, teflon topkammen en verzonken bandknoppen. Voor de modellen met een zwevende brug gebruikt Vigier zijn eigen brugsysteem dat op naaldlagers rust.

## Onderscheidingen
In 1992 werd Patrice Vigier benoemd tot "luthier van het Jaar" in de categorie elektrische gitaar. In 1993 werd de Excalibur bekroond met de titel van “meest innovatieve gitaar van het jaar"door het Amerikaanse tijdschrift The Music And Sound Retailer. Het Amerikaanse tijdschrift Premier Guitar heeft ook Vigier gitaren genomineerd voor zijn Premier Gear Awards: de GV Wood in 2011 en de Excalibur Special 7 in 2013.

## Gebruikers
- Jean Beauvoir
- Nick Sterling
- Tesfa Bemnet
- Geezer Butler
- Nick Douglas
- Derek Forbes
- Roger Glover
- Christophe Godin
- Guthrie Govan
- Patrice Guers
- Stanley Jordan
- Shawn Lane
- Lapiro de Mbanga
- Ron Thal
- Walter Trout
- Tina S